# Соковка
Со́ковка (рос. Соковка) — село у складі Сєверного району Оренбурзької області, Росія.

## Населення
Населення — 689 осіб (2010; 749 у 2002).
Національний склад (станом на 2002 рік):
- росіяни — 80 %